# Cèl·lules HIB 1B
Les cèl·lules HIB 1B són una línia cel·lular que derivada d'un hibernoma (neoplàsia benigna de teixit adipós marró) d'un ratolí transgènic generat per Susann Ross, del grup de Bruce Spiegelman a principi dels anys 90. Aquestes cèl·lules han resultat un model excel·lent per a l'estudi funcional dels mecanismes relacionats amb la termogènesi del teixit adipós marró d'ençà llavors.

## Història
Durant anys s'havia treballat amb cultius primaris d'adipòcits marrons perquè les línies cel·lulars que s'havien pogut establir perdien l'expressió de la proteïna de desacoblament mitocondrial (UCP) 1 específica del teixit adipós marró i responsable de la seva funció termogènica. Les HIB 1B van ser la primera línia cel·lular d'adipòcits marrons capaç d'expressar aquesta peculiar proteïna UCP1.
Ross i col·laboradors van generar un ratolí transgènic que contenia un transgen amb el regió reguladora específica d'adipòcit del gen P2 de l'adipòcit (aP2) lligat als gens transformados del virus de simi SV40. La majoria d'aquests ratolins van desenvolupar hibernomes, que van ser utilitzats per a generar línies cel·lulars. Una d'aquestes línies cel·lulars, la HIB 1B, es va veure que era capaç d'expressar el gen UCP1 de manera dependent de diferenciació quan s'estimulava amb catecolamines o AMP cíclic. L'expressió del gen UCP1, que es pràcticament indetectable en condicions bàsiques, s'indueix ràpidament en estimular les cèl·lules mitjançant un tractament agut de catecolamines o AMP cíclic a nivells comparables als cultius primaris d'adipòcits marrons. L'elevació dels nivells d'ARNm d'UCP1 després de l'estimulació és molt ràpida però transitòria, disminuint després d'unes 4 hores amb una semivida entre 9 i 13 hores, i la presència de proteïna UCP1 als mitocondris de HIB 1B és més baixa que l'observada a TAM o en cultius primaris de TAM.

## Condicions de cultiu
Les cèl·lules HIB-1B es cultiven en medi DMEM:F12 (mescla 1:1 de Dulbecco’s minimal essential medium/Ham’s F12, Gibco) amb un 10% (v/v) de sèrum fetal boví o FBS (de l'anglès fetal bovine serum), 100 unitats/ml de penicil·lina G i 100 μg/ml d'estreptomicina.
La seva diferenciació s'indueix fent-les créixer en medi DMEM:F12 complementat amb 20 nM insulina i 1 nM T3 (3,3′,5-tri-iodotironina). Un cop les cèl·lules han arribat al 100% de confluència, es canvia el medi a DMEM:F12 complementat amb 20 nM insulina, 1 nM T3, 0,5 mM
IBMX (3-isobutil-1-metilxantina), 0,5 μM hidrocortisona i 0,125 mM indometacina durant 24 h. Les cèl·lules es mantenen llavors durant 5-7 dies en DMEM:F12 que conté un 5% (v/v) FBS, 20 nM insulina i 1 nM T3 per permetre l'adquisició de morfologia diferenciada. L'estat de diferenciació cel·lular ve
determinat amb l'avaluació de l'acumulació de greix citoplasmàtic mitjançant la tinció dels triglicèrids intracel·lulars amb Oil Red O (Sigma).